# Киброн (коммуна)
Киброн (фр. Quiberon) — коммуна на северо-западе Франции, находится в регионе Бретань, департамент Морбиан, округ Лорьян, центр кантона Киброн. Расположена в 48 км к юго-востоку от Лорьяна и в 44 км к юго-западу от Вана, в 26 км от национальной автомагистрали N165. Коммуна занимает южную часть одноименного полуострова, отделяющего бухту Киброн от Бискайского залива. В центре коммуны расположена железнодорожная станция Киброн линии Оре-Киброн. На территории коммуны также находится аэродром Киброн-Морбиан.
Население (2019) — 4 658 человек.

## История
Первые захоронения и скелеты людей, найденные на полуострове Киброн, датируются мезолитом, примерно 5000 год до нашей эры. В период между 4500 и 2000 годами до нашей эры местные жители люди создали многочисленные мегалиты в Киброне и его окрестностях: менгиры, дольмены и крытые аллеи. Многие из них сохранились до наших дней.
В бронзовый век на территории полуострова проживали галлы из племени венетов. В 56 году до нашей эры Бретань, как и вся Галлия, была завоевана Юлием Цезарем в результате Галльской войны.
В 1746 году, во время Войны за австрийское наследство, английская эскадра адмирала Лестока в составе сорока кораблей осадила Лорьян. Часть английских войск высадилась на полуострове Киброн. Несмотря на героическое сопротивление местного гарнизона, бретонцы были разгромлены, и территория полуострова занята англичанами. Когда осада Лорьяна была снята и англичане покинули французскую землю, губернатор Бретани Луи-Жан-Мари де Бурбон, герцог Пентьевр решил укрепить обороноспособность Киброна. В 1747 году началось строительство форта Пентьевр.
В июне 1795 года в порту Алиген на восточном побережье высадилось около 5400 роялистских эмигрантов из Англии (Кибронская экспедиция). К ним присоединились 12 000 шуанов Морбиана. Но роялисты не смогли договориться о совместных действиях, чем воспользовались республиканцы. Под натиском Республиканской армии роялисты отступили в форт Пентьевр, но 20 июля форт был атакован. На следующий день роялисты капитулировали; из 6 263 арестованных 748 человек было расстреляно.
В начале XIX века Николя Аппер придумал консервирование с использованием термической обработки продуктов. В порту Мария Киброна были построены консервные заводы, в результате чего Киброн получил прозвище «фабрика сардин». 
С середины XIX века Киброн стал пользоваться популярностью как морской курорт благодаря своим протяженным пляжам. В 1882 году была открыта железнодорожная линия Оре-Киброн. В феврале 1893 года в Киброне было построено первое казино. В 1964 году здесь открыт центр талассотерапии.

## Достопримечательности
- Многочисленные мегалиты на территории коммуны.
- Тюрпо — резиденция в виде средневекового замка.
- Маяки в портах Мария, Алиген и Тенуз.
- Церковь Нотр-Дам де Локмарья XIX века.

## Экономика
Структура занятости населения:
- сельское хозяйство — 3,1 %
- промышленность — 8,4 %
- строительство — 3,2 %
- торговля, транспорт и сфера услуг — 65,0 %
- государственные и муниципальные службы — 20,2 %

Уровень безработицы (2018) — 16,9 % (Франция в целом —  13,4 %, департамент Морбиан — 12,1 %). 

Среднегодовой доход на 1 человека, евро (2018) — 23 430 (Франция в целом — 21 730, департамент Морбиан — 21 830).

## Демография
Динамика численности населения, чел.

## Администрация
Пост мэра Киброна с 2020 года занимает Патрик Ле Ру (Patrick Le Roux). На муниципальных выборах 2020 года возглавляемый им независимый блок победил во 2-м туре, получив 43,97  % голосов (из трех блоков).
| Период | Период | Фамилия          | Партия                                                   | Примечания                                         |
| ------ | ------ | ---------------- | -------------------------------------------------------- | -------------------------------------------------- |
| 1947   | 1971   | Виктор Гольван   | Объединение французского народа Союз за новую республику | ветеринар, сенатор, депутат Национального собрания |
| 1971   | 1977   | Жильбер Карбийе  | Союз демократов в поддержку республики                   | коммерсант                                         |
| 1977   | 1989   | Жак Дема         | Союз за французскую демократию                           | фармацевт                                          |
| 1989   | 1995   | Робер Эро        | Объединение в поддержку Республики                       |                                                    |
| 1995   | 2014   | Жан-Мишель Бельс | Разные правые                                            | учитель, директор колледжа                         |
| 2014   | 2020   | Бернар Илье      | Разные правые                                            | руководитель предприятия                           |
| 2020   |        | Патрик Ле Ру     |                                                          |                                                    |

## Города-побратимы
- Лу, Великобритания
- Кемптен, Германия

## Галерея

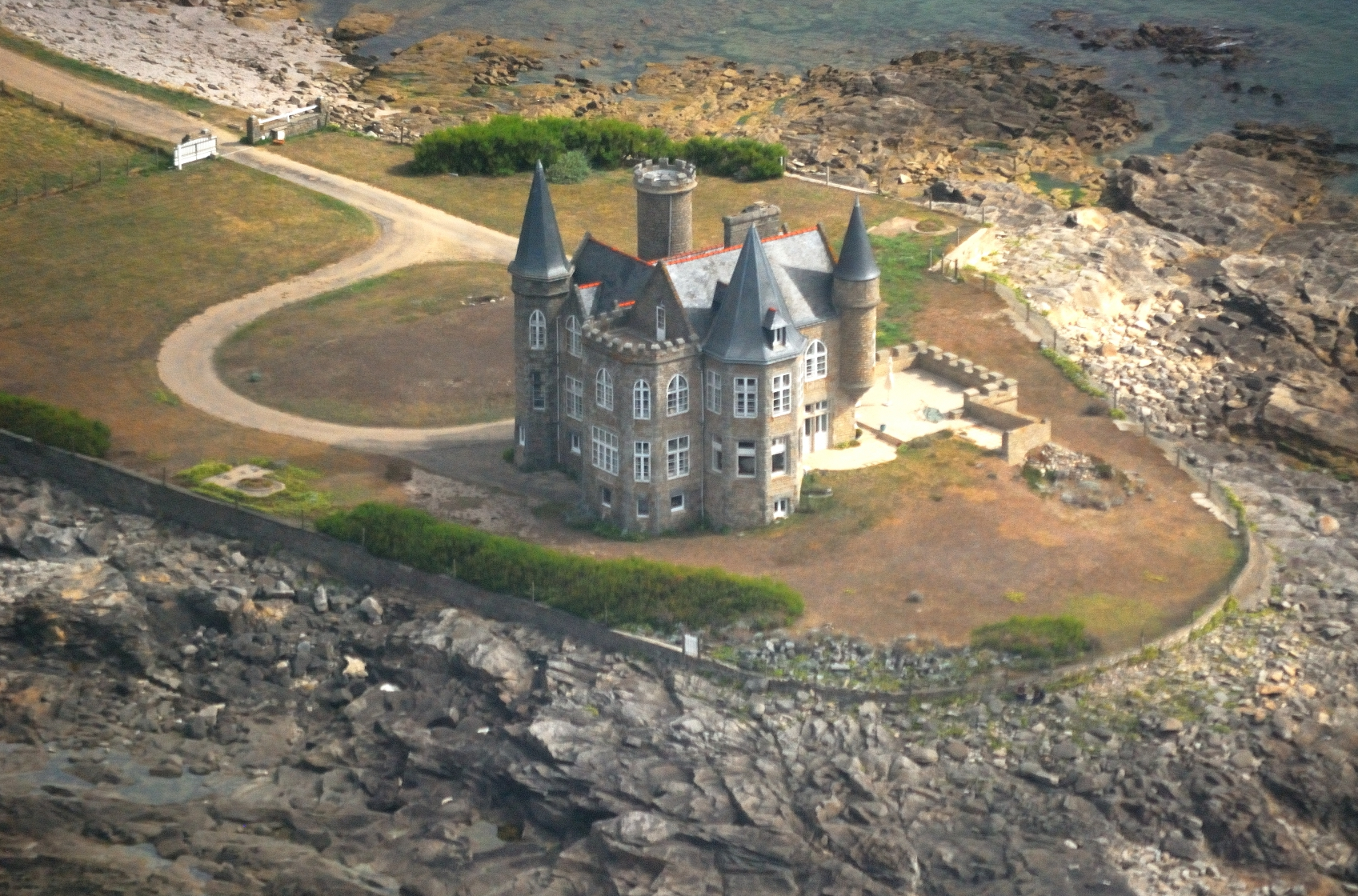
Замок Тюрпо
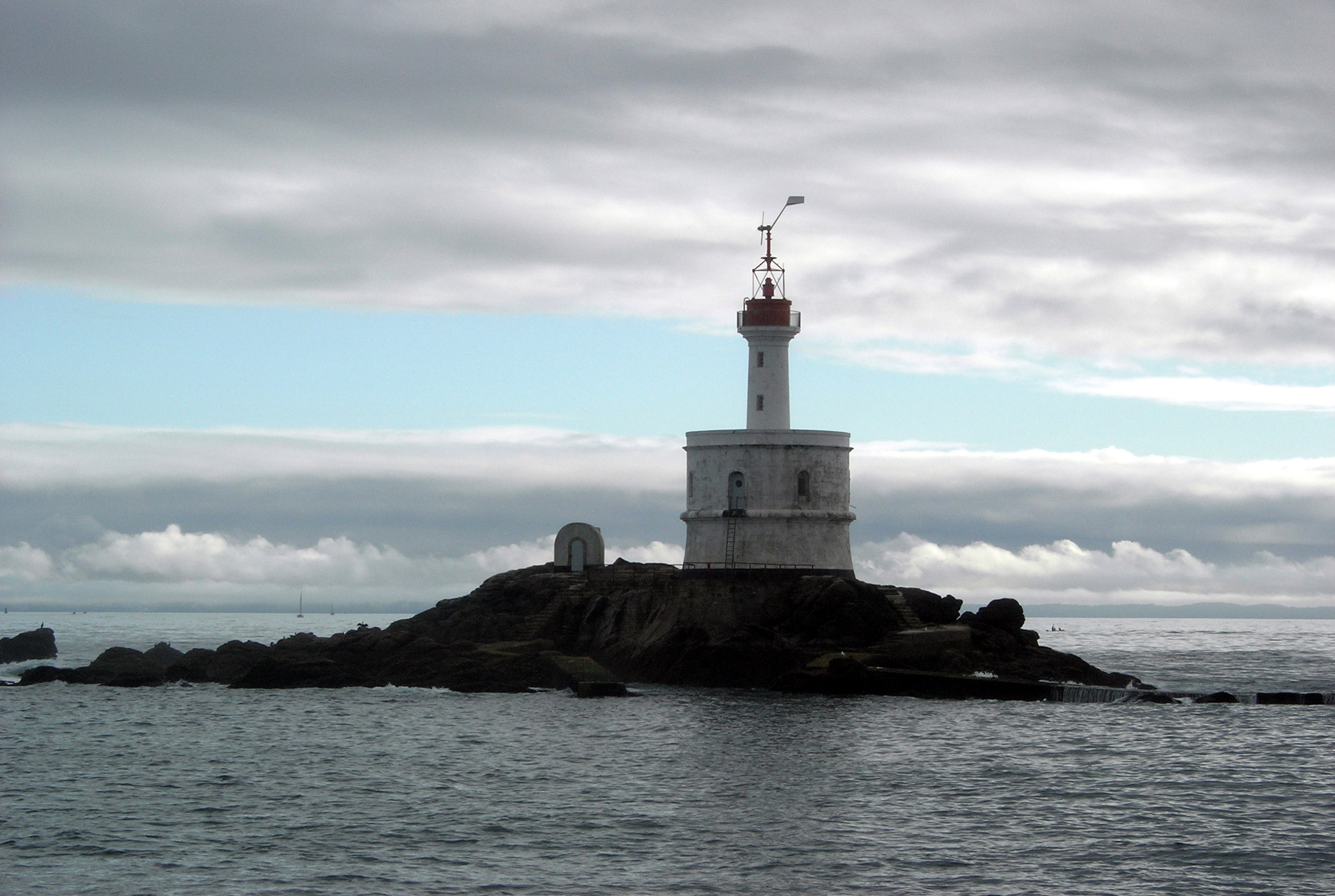
Маяк Тенуз
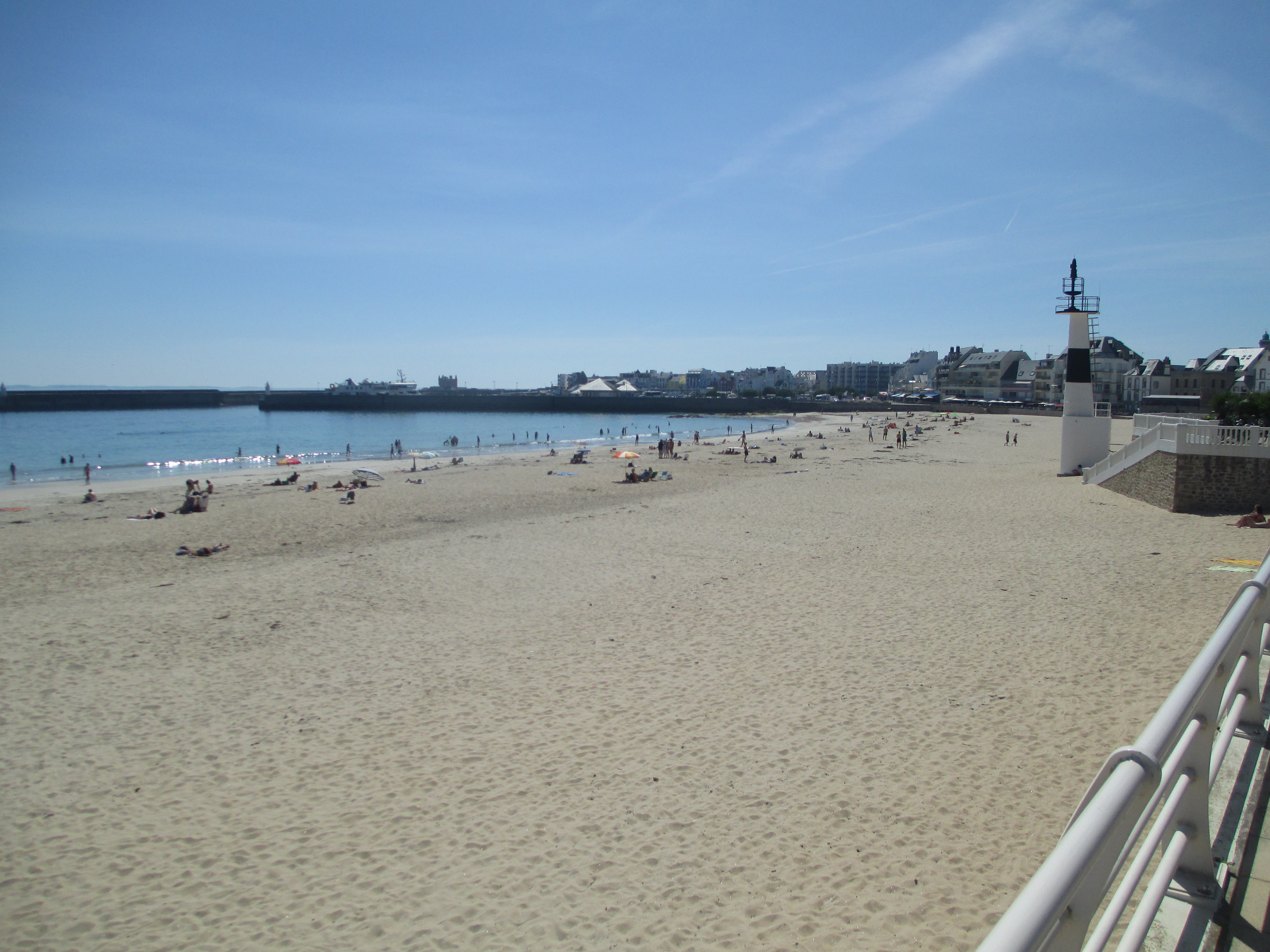
Главный пляж Киброна
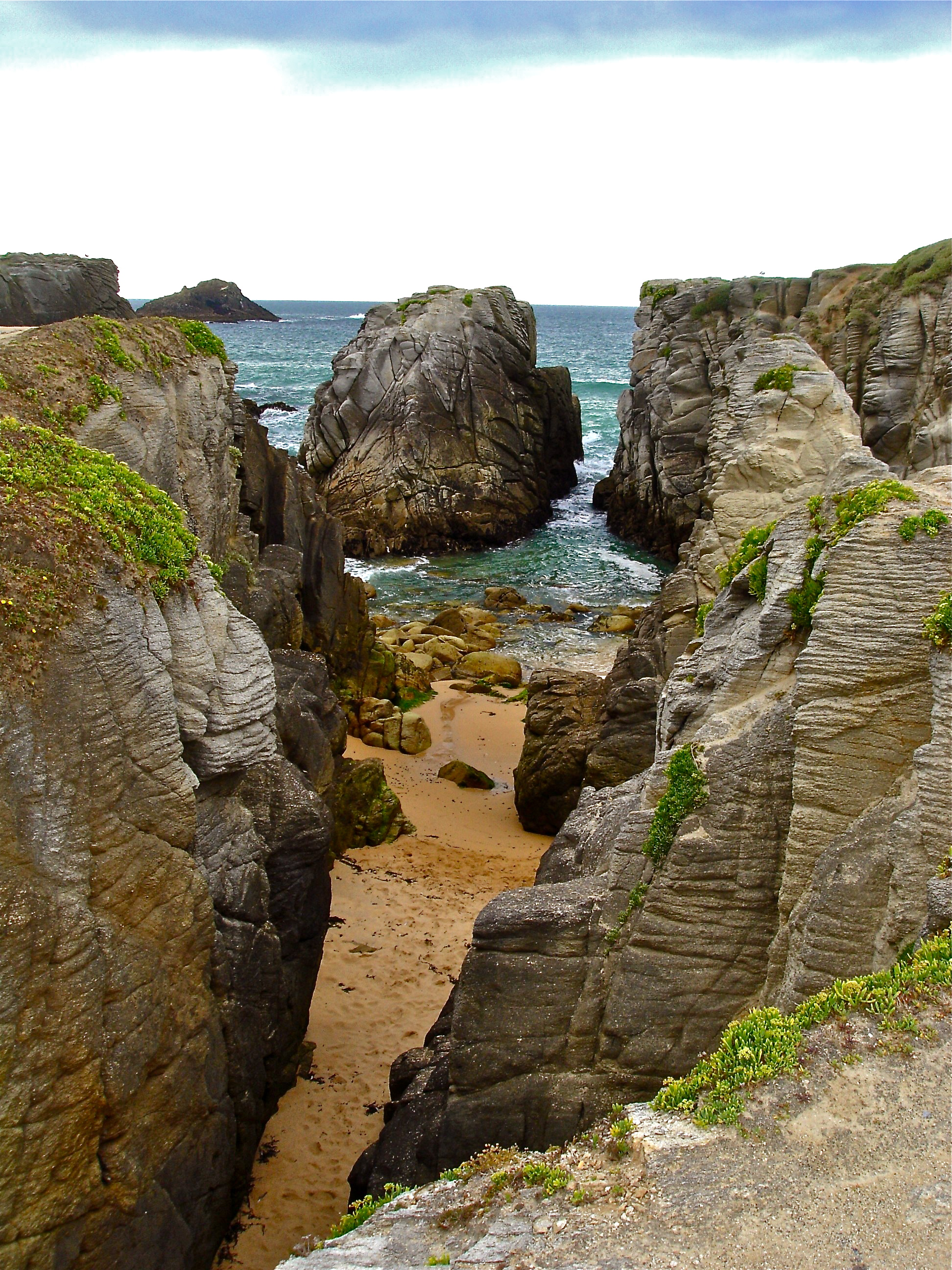
Берег Кот Соваж
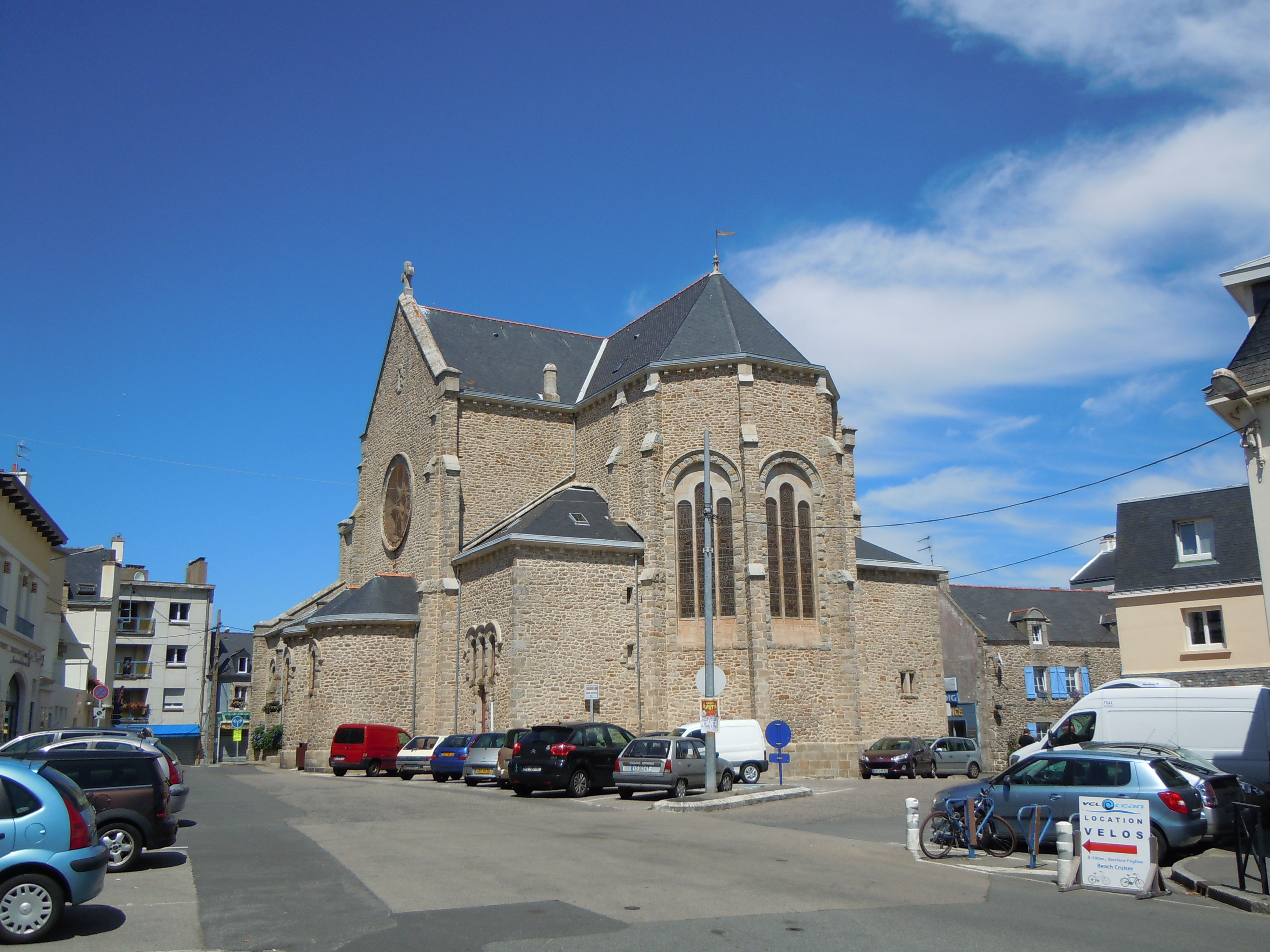
Церковь Нотр-Дам де Локмарья

1. 1 2  база данных о французских коммунах — Национальный географический институт Франции, 2015.